# Andreas Mies
Andreas Mies (* 21. srpna 1990 Kolín nad Rýnem) je německý profesionální tenista. Ve své dosavadní kariéře na okruhu ATP Tour vyhrál sedm deblových turnajů včetně grandslamových French Open 2019 a 2020. Na challengerech ATP a okruhu ITF získal dvacet osm titulů ve čtyřhře. Stabilním spoluhráčem se v roce 2018 stal krajan Kevin Krawietz.
Na žebříčku ATP byl ve dvouhře nejvýše klasifikován v červenci 2014 na 781. místě a ve čtyřhře pak v listopadu 2019 na 8. místě. Trénuje ho Dirk Hortian.
V německém daviscupovém týmu debutoval v roce 2019 madridským finálovým turnajem, v němž s Kevinem Krawietzem vyhrál čtyřhru proti párům Chile a Argentiny. Do září 2024 v soutěži nastoupil ke čtyřem mezistátním utkáním s bilancí 0–0 ve dvouhře a 4–0 ve čtyřhře.
Na Auburnské univerzitě v Alabamě vystudoval v letech 2010–2013 bakalářský obor mezinárodní obchod. Během studií hrál tenis za univerzitní klub Auburn Tigers.

## Tenisová kariéra
V rámci hlavních soutěží událostí okruhu ITF debutoval v červenci 2008, když v německém Erftstadtu vypadl s Nikolasem Overkempingem v úvodním kole deblové soutěže. Premiérový titul na challengerech si odvezl z římského Garden Open 2017, kde vyhrál s krajanem Oscarem Ottem čtyřhru .

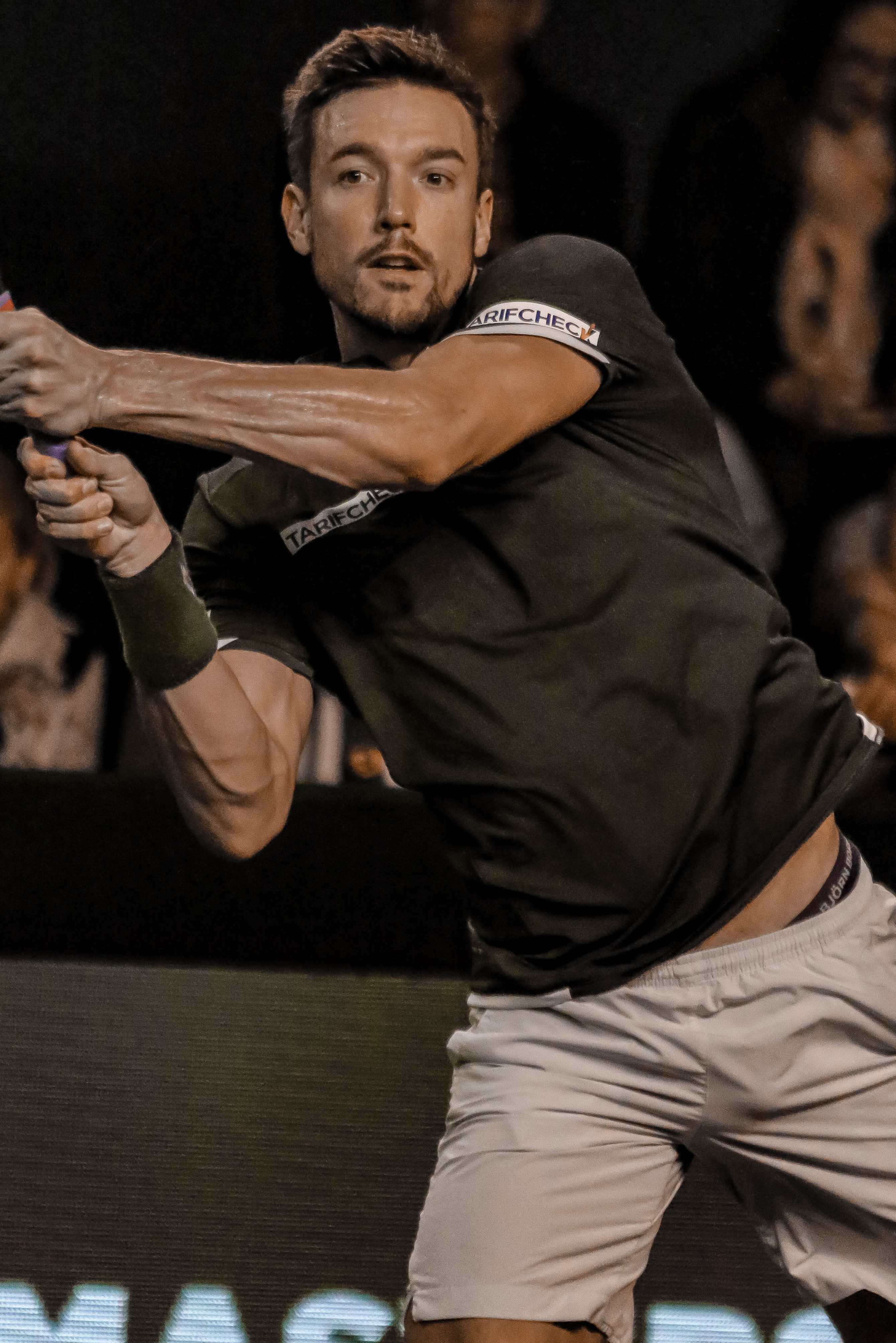
Bekhend na Paris Masters 2019

Debut v hlavní soutěži nejvyšší grandslamové kategorie zaznamenal v mužském deblu Wimbledonu 2018 po boku krajana Kevina Krawietze. Turnajem navázali dlouhodobější partnerství. Jednalo se zároveň o jeho první utkání na okruhu ATP World Tour. Z wimbledonské kvalifikace prošli do třetího kola čtyřhry. V něm nestačili na pozdější šampiony Mika Bryana s Jackem Sockem, když nevyužili dva mečboly.
Do prvního finále na okruhu ATP Tour postoupil s Krawietzem ve čtyřhře halového New York Open 2019 v Uniondale. V boji o titul zdolali mexicko-pákistánskou dvojici Santiago González a Ajsám Kúreší po dvousetovém průběhu. Jako pár oba Němci odehráli čtvrtou hlavní soutěž na túře ATP.
Grandslamovou trofej vybojoval s Krawietzem na antukovém French Open 2019. Ve třetím kole deblové soutěže oplatili porážku čtvrtým nasazeným Marachovi s Pavićem a ani v semifinále je nezastavil argentinský pár Guido Pella a Diego Schwartzman. Ve finálovém duelu za 85 minut přehráli Francouze Jérémyho Chardyho s Fabricem Martinem ve dvou setech. V otevřené éře se stali vůbec první ryze německou dvojicí, která vyhrála grandslamovou trofej ve čtyřhře mužů, a první od Gottfrieda von Cramma a Hennera Henkela z roku 1937. Jednalo se přitom o jejich devátý společný start na turnajích okruhu ATP Tour a teprve druhý grandslamový. V open éře French Open zvítězili, po Jimu Grabbovi a Patricku McEnroeovi z roku 1989, jako druhý pár již při své debutové účasti. Na pařížské antuce před nimi triumfovalo pět deblistů při své premiéře. Po Michaelu Stichovi a Philippu Petzschnerovi se stali třetím a čtvrtým německým tenistou, který ovládl mužskou grandslamovou čtyřhru. Na deblovém žebříčku ATP se Mies posunul na nové kariérní maximum, 22. příčku.

## Finále na Grand Slamu

### Mužská čtyřhra: 2 (2–0)
| Stav  | rok  | turnaj          | povrch | spoluhráč      | soupeři ve finále            | výsledek      |
| ----- | ---- | --------------- | ------ | -------------- | ---------------------------- | ------------- |
| Vítěz | 2019 | French Open     | antuka | Kevin Krawietz | Jérémy Chardy Fabrice Martin | 6–2, 7–6(7–3) |
| Vítěz | 2020 | French Open (2) | antuka | Kevin Krawietz | Mate Pavić Bruno Soares      | 6–3, 7–5      |

## Finále na okruhu ATP Tour

### Čtyřhra: 9 (7–2)
| Legenda                   |
| ------------------------- |
| Grand Slam (2–0)          |
| Turnaj mistrů (0)         |
| ATP Tour Masters 1000 (0) |
| ATP Tour 500 (1–0)        |
| ATP Tour 250 (4–2)        |

| Stav      | č. | datum             | turnaj                          | kategorie  | povrch    | spoluhráč          | soupeři ve finále                  | výsledek                   |
| --------- | -- | ----------------- | ------------------------------- | ---------- | --------- | ------------------ | ---------------------------------- | -------------------------- |
| Vítěz     | 1. | 17. února 2019    | New York, Spojené státy         | ATP 250    | tvrdý (h) | Kevin Krawietz     | Santiago González Ajsám Kúreší     | 6–4, 7–5                   |
| Vítěz     | 2. | 8. června 2019    | French Open, Paříž, Francie     | Grand Slam | antuka    | Kevin Krawietz     | Jérémy Chardy Fabrice Martin       | 6–2, 7–6(7–3)              |
| Vítěz     | 3. | 20. října 2019    | Antverpy, Belgie                | ATP 250    | tvrdý (h) | Kevin Krawietz     | Rajeev Ram Joe Salisbury           | 7–6(7–1), 6–3              |
| Vítěz     | 2. | 10. října 2020    | French Open, Paříž, Francie (2) | Grand Slam | antuka    | Kevin Krawietz     | Mate Pavić Bruno Soares            | 6–3, 7–5                   |
| Finalista | 1. | 25. října 2020    | Kolín nad Rýnem, Německo        | ATP 250    | tvrdý (h) | Kevin Krawietz     | Raven Klaasen Ben McLachlan        | 2–6, 4–6                   |
| Vítěz     | 5. | 24. dubna 2022    | Barcelona, Španělsko            | ATP 500    | antuka    | Kevin Krawietz     | Wesley Koolhof Neal Skupski        | 6–7(3–7), 7–6(7–5), [10–6] |
| Vítěz     | 6. | 1. května 2022    | Mnichov, Německo                | ATP 250    | antuka    | Kevin Krawietz     | Rafael Matos David Vega Hernández  | 4–6, 6–4, [10–7]           |
| Finalista | 2. | 21. dubna 2024    | Mnichov, Německo                | ATP 250    | antuka    | Jan-Lennard Struff | Juki Bhambri Albano Olivetti       | 6–7(6–8), 6–7(5–7)         |
| Vítěz     | 7. | 27. července 2024 | Kitzbühel, Rakousko             | ATP 250    | antuka    | Alexander Erler    | Constantin Frantzen Hendrik Jebens | 6–3, 3–6, [10–6]           |

## Tituly na challengerech ATP

### Čtyřhra (10 titulů)
| Legenda          |
| ---------------- |
| Challengery (10) |

| č.  | datum         | turnaj              | povrch      | spoluhráč         | soupeři ve finále                       | výsledek                |
| --- | ------------- | ------------------- | ----------- | ----------------- | --------------------------------------- | ----------------------- |
| 1.  | květen 2017   | Řím, Itálie         | antuka      | Oscar Otte        | Kimmer Coppejans Márton Fucsovics       | 4–6, 7–6(14–12), [10–8] |
| 2.  | červen 2017   | Poprad, Slovensko   | antuka      | Mateusz Kowalczyk | Luca Margaroli Tristan-Samuel Weissborn | 6–3, 7–6(7–3)           |
| 3.  | srpen 2017    | Meerbusch, Německo  | antuka      | Kevin Krawietz    | Dustin Brown Antonio Šančić             | 6–1, 7–6(7–5)           |
| 4.  | květen 2018   | Řím, Itálie         | antuka      | Kevin Krawietz    | Sander Gillé Joran Vliegen              | 6–3, 2–6, [10–4]        |
| 5.  | červen 2018   | Almaty, Kazachstán  | antuka      | Kevin Krawietz    | Laurynas Grigelis Vladyslav Manafov     | 6–2, 7–6(7–2)           |
| 6.  | září 2018     | Janov, Itálie       | antuka      | Kevin Krawietz    | Martin Kližan Filip Polášek             | 6–2, 3–6, [10–2]        |
| 7.  | září 2018     | Sibiu, Rumunsko     | antuka      | Kevin Krawietz    | Tomasz Bednarek David Pel               | 6–4, 6–2                |
| 8.  | listopad 2018 | Eckental, Německo   | koberec (h) | Kevin Krawietz    | Hugo Nys Jonny O'Mara                   | 6–1, 6–4                |
| 9.  | březen 2019   | Marbella, Španělsko | antuka      | Kevin Krawietz    | Sander Gillé Joran Vliegen              | 7–6(8–6), 2–6, [10–6]   |
| 10. | květen 2019   | Heilbronn, Německo  | antuka      | Kevin Krawietz    | Andre Begemann Fabrice Martin           | 6–2, 6–4                |